# Bijzondere gedelegeerde
Een bijzondere gedelegeerde is een afgevaardigde van de Staten van Aruba, Curaçao of Sint Maarten die deelneemt aan de beraadslaging in de Eerste en/of Tweede Kamer der Staten-Generaal als daar rijkswetten worden behandeld.
Een bijzondere gedelegeerde heeft geen stemrecht, maar mag wel het woord voeren, moties indienen en heeft in de Tweede Kamer het recht van amendement.
Net als een gevolmachtigd minister, kan een bijzondere gedelegeerde zich tegen een voorstel van rijkswet verklaren en kan hij de Eerste en/of Tweede Kamer verzoeken de stemming aan te houden tot de volgende vergadering. Als het voorstel na een dergelijke verklaring in de Tweede Kamer (alsnog) in stemming komt, is er een drievijfdemeerderheid nodig om de rijkswet aan te kunnen nemen. Bij een kleinere meerderheid wordt de behandeling geschorst en vindt er nader overleg in de rijksministerraad plaats.